# معالوت ترشیحا

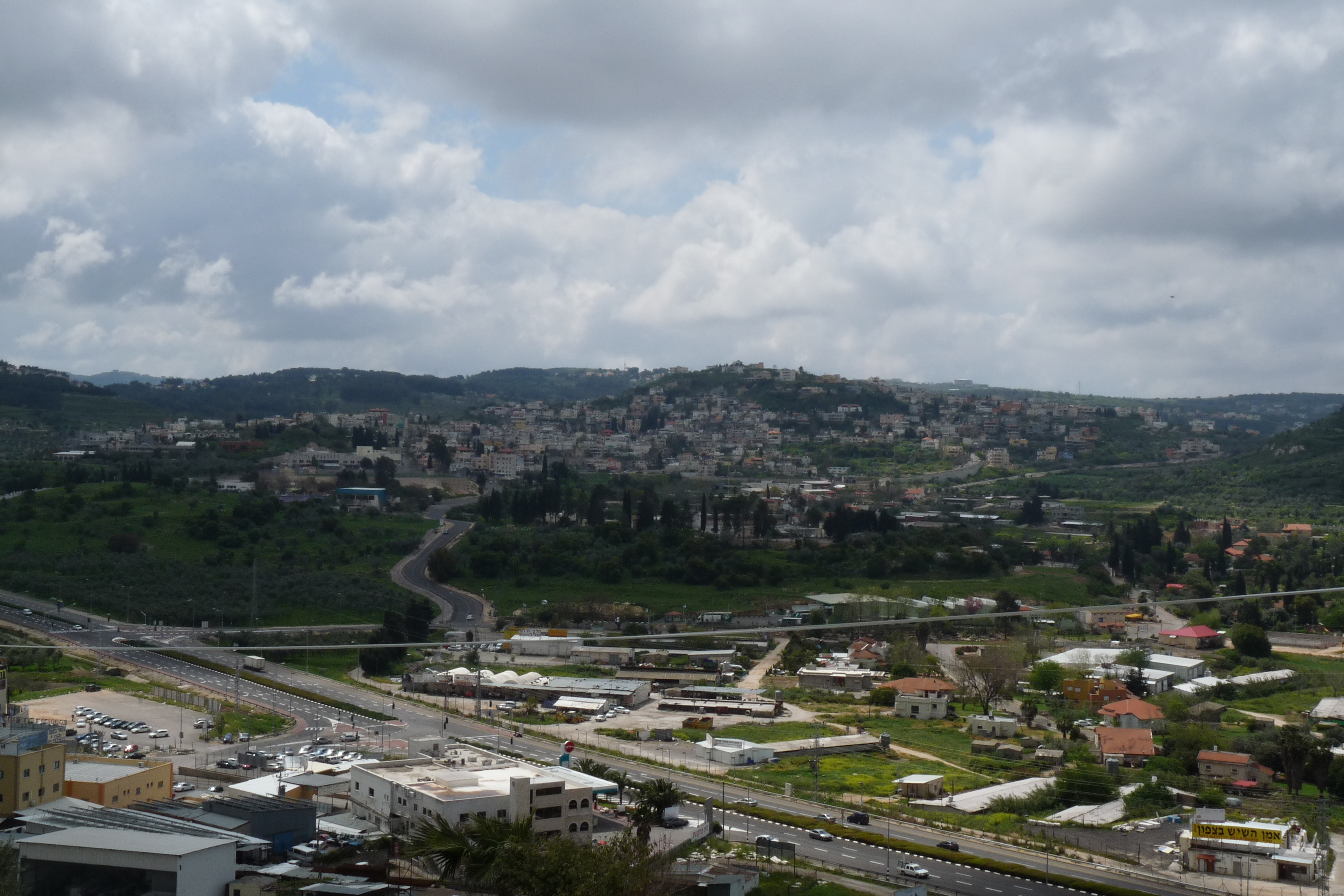
نمایی از شهر معالئت ترشیحا

معالوت ترشیحا (در عبری: מעלות-תרשיחא) نام شهری در استان شمالی اسرائیل است که جمعیت آن در سال ۲۰۰۶ ۲۱٬۰۰۰ نفر و مساحت آن ۶،۸۳۲ کیلومتر مربع بوده است.